# Apple A14
L'Apple A14 Bionic és un sistema ARMv8.5-A de 64 bits en un xip (SoC), dissenyat per Apple Inc. Apareix a l'iPad Air de quarta generació i l'iPad de desena generació, així com a l'iPhone 12 Mini, iPhone 12, iPhone 12 Pro i iPhone 12 Pro Max. Apple afirma que la unitat de processament central (CPU) funciona fins a un 40% més ràpid que l'A12, mentre que la unitat de processament gràfic (GPU) és fins a un 30% més ràpid que l'A12. També inclou un motor neuronal de 16 nuclis i nous acceleradors de matrius d'aprenentatge automàtic que funcionen dues vegades i deu vegades més ràpid, respectivament.

## Disseny
L'Apple A14 Bionic compta amb una CPU de sis nuclis i 64 bits dissenyada per Apple, que implementa ARMv8 amb dos nuclis d'alt rendiment anomenats Firestorm i quatre nuclis eficients energèticament anomenats Icestorm.
L'A14 integra una GPU de quatre nuclis dissenyada per Apple amb un rendiment gràfic un 30% més ràpid que l'A12. L'A14 inclou maquinari de xarxa neuronal dedicat que Apple anomena un nou motor neuronal de 16 nuclis. El motor neural pot realitzar 11 bilions d'operacions per segon. A més del motor neural separat, la CPU A14 inclou acceleradors de multiplicació escalar de matriu d'aprenentatge automàtic de segona generació (que Apple anomena blocs AMX). L'A14 també inclou un nou processador d'imatge amb capacitats de fotografia computacional millorades.
A14 és fabricat per TSMC en el seu procés de fabricació de 5 nm de primera generació, N5. Això fa que l'A14 sigui el primer producte disponible comercialment que es fabrica en un node de procés de 5 nm. El recompte de transistors ha augmentat fins als 11.800 milions, un 38,8% més que el recompte de transistors de l'A13 de 8.500 milions. Segons Semianalysis, la mida de la matriu del processador A14 és de 88 mm², amb una densitat de transistors de 134 milions de transistors per mm². Es fabrica en un paquet en paquet (PoP) juntament amb 4 GB de memòria LPDDR4X a l'iPhone 12 i 6 GB de memòria LPDDR4X a l'iPhone 12 Pro.
L'A14 té suport de codificació de còdec de vídeo per a HEVC i H.264. Compta amb suport de descodificació per a HEVC, H.264, MPEG-4 Part 2 i Motion JPEG.
L'A14 s'utilitzaria més tard com a base per a la sèrie de xips M1, utilitzats en diversos models de Macintosh i iPad.

## Productes que inclouen l'Apple A14 Bionic
- iPad (10a generació)
- iPad Air (4a generació)
- iPhone 12 i 12 Mini
- iPhone 12 Pro i 12 Pro Max